# Constitution de la Bosnie-Herzégovine
Lire en ligne

Consulter

La Constitution de la Bosnie-Herzégovine est la loi fondamentale de la Bosnie-Herzégovine. L'actuelle Constitution est l’Annexe 4 de l’accord-cadre pour la paix en Bosnie-Herzégovine, aussi appelée accords de Dayton, signée à Paris le 14 décembre 1995. 